# ان مینتر
ان مینتر (انگلیسی: Anne Minter؛ زاده ۳ آوریل ۱۹۶۳) یک تنیس‌باز اهل استرالیا است.